# 나영진
나영진(1952년 5월 8일 ~ 1999년 11월 20일)은 대한민국의 배우였다.

## 이력
1969년 연극배우 첫 데뷔하였고 1971년 MBC 4기 공채 탤런트로 정식 데뷔하였다.

## 학력
- 안양예술고등학교 연극영화학과 졸업

## 출연작

### 영화
- 1992년 《백백교》 - (조연)

### 드라마
- 1975년 ~ 1976년 MBC 일일연속극 《신부일기》 - 연장 역
- 1976년 MBC 일일연속극 《들장미》
- 1977년 MBC 주말연속극 《왜 그러지》
- 1977년 ~ 1978년 MBC 일일연속극 《빨간 능금이 열릴때까지》 - 철준 역
- 1980년 ~ 1998년 MBC 농촌드라마 《전원일기》 - 박노인(박칠복 영감)의 둘째아들 박병기 역 등을 비롯한 각종 단역
- 1981년 ~ 1982년 MBC 정치드라마 《제1공화국》 - 이정재의 부하 역
- 1982년 MBC 3.1절 특집드라마 《신돌석》 - 신돌석 역
- 1983년 MBC 8.15 특집드라마 《엄복동》 - 엄복동 역
- 1983년 ~ 1984년 MBC 일일연속극 《간난이》 - 성범 역
- 1984년 ~ 1985년 MBC 대하드라마 《조선 왕조 오백년 - 설중매》 - 엄흥도 역
- 1984년 MBC 3.1절 특집극 《조선총독부》 - 우덕순 역
- 1985년 MBC 대하드라마 《조선 왕조 오백년 - 풍란》 - 성희안 역
- 1985년 ~ 1986년 MBC 주말연속극 《남자의 계절》 - 송영식 역
- 1985년 ~ 1986년 MBC 대하드라마 《조선 왕조 오백년 - 임진왜란》 - 최경회 역
- 1986년 ~ 1987년 MBC 대하드라마 《조선 왕조 오백년 - 남한산성》 - 용골대 역
- 1987년 KBS1 대하드라마 《토지》
- 1988년 MBC 단편드라마 《원미동 사람들》 - 단역
- 1989년 MBC 3.1절 특집극 《백범일지》 - 김원봉 역
- 1989년 ~ 1990년 MBC 정치드라마 《제2공화국》 - 이민우 역
- 1989년 MBC 8.15 특집 TV피처 《독도수비대》
- 1990년 MBC 월화드라마 《완전한 사랑》  - 남흥만 역
- 1990년 MBC 대하드라마 《조선 왕조 오백년 - 대원군》 - 김좌근 집사 역
- 1990년 MBC 8.15 특집드라마 《반민특위》 - 이의식 역
- 1991년 MBC 대하드라마 《땅》 - 장인식 역
- 1991년 MBC 월화드라마 《동의보감》 - 단역
- 1991년 ~ 1992년 MBC 특별기획드라마 《여명의 눈동자》 - 인민위원장 역
- 1992년 MBC 베스트극장 《달하 달하》 - 진태 역
- 1993년 MBC 월화드라마 《걸어서 하늘까지》 - 오형사 역
- 1993년  MBC 정치드라마 《제3공화국》 - 김동하, 이민우 역 (1인 2역)
- 1993년 MBC 월화드라마 《파일럿》 - 단역
- 1994년 MBC 주말드라마 《서울의 달》 - 단역
- 1994년 MBC 수목드라마 《야망》 - 단역
- 1995년 MBC 월화드라마 《여》 - 택시기사 역
- 1995년 KBS 드라마게임 《레떼의 강 저편》 - 신장내과 의사 역
- 1995년 SBS 수목드라마 《째즈》 - 단역
- 1995년 SBS 정치드라마 《코리아게이트》 - 노재현 역
- 1996년 KBS 청소년드라마 《신세대 보고 - 어른들은 몰라요》 - 단역
- 1996년 KBS2 수목드라마 《조광조》 - 성희안 역
- 1996년 SBS 대하드라마 《임꺽정》 - 사또 역
- 1996년 ~ 1998년 KBS1 대하드라마 《용의 눈물》 - 김권 역
- 1997년 ~ 1997년 MBC 월화드라마 《산》 - 단역
- 1998년 SBS 정치드라마 《삼김시대》 - 이민우 역